# Ојлтон (Тексас)
Ојлтон (енгл. Oilton) насељено је место без административног статуса у америчкој савезној држави Тексас.

## Демографија
По попису из 2010. године број становника је 353, што је 43 (13,9%) становника више него 2000. године.
| Група             | 2000.       | 2010.       |
| Белци             | 19 (6,1%)   | 8 (2,3%)    |
| Афроамериканци    | 5 (1,6%)    | 5 (1,4%)    |
| Азијати           | 0 (0,0%)    | 1 (0,3%)    |
| Хиспаноамериканци | 290 (93,5%) | 344 (97,5%) |
| Укупно            | 310         | 353         |